# Johann Jakob von Tschudi
Johann Jakob von Tschudi (Glarus, Suiza, 25 de julio de 1818 - Lichtenegg, Austria, 8 de octubre de 1889) fue un naturalista, lingüista y explorador suizo.
Tschudi nació en Glarus y estudió ciencias naturales y medicina en las universidades de Neuchâtel, Leiden y París.
En 1838 viajó al Perú, donde permaneció durante cinco años explorando y coleccionando plantas y animales en los Andes.
Entre 1857 y 1859 visitó Brasil y otros países en América del Sur.
En 1860 fue embajador suizo designado en Brasil, permaneciendo hasta 1868, y de nuevo se dedicó a explorar las plantas rurales y a coleccionarlas para los museos de Neuchâtel, Glarus y Friburgo.
Tschudi colaboró con el científico peruano y fundador del Museo Nacional de Arqueología Antropología e Historia del Perú de Lima Mariano Eduardo de Rivero y Ustariz, como coautor de la obra Antigüedades Peruanas, publicada en Viena en 1851.
En 1875 realizó la primera edición del drama Ollantay, en quechua y alemán. 

## Abreviatura (zoología)
La abreviatura Tschudi  se emplea para indicar a Johann Jakob von Tschudi como autoridad en la descripción y taxonomía en zoología.

## Trabajos
- System der Batrachier (Neuchâtel, 1838)
- Tschudi, J.J. von (1844). «Avium conspectus quae in Republica Peruana reperiuntur et pleraeque observatae vel collectae sunt in itinere». Archiv für Naturgeschichte (en latín). 10: 376 pp. + 8 tt. Pt1: 262-317. Berlín: Nicholai'schen Buchhandlung. Disponible en Biodiversitas Heritage Library. ISSN 0365-6136.
- Untersuchungen uber die Fauna Perus (St. Gallen, 1844-47)[1]
- Peru, Reiseskizzen während der Jahre 1838-42 (St. Gallen, 1846)[2]
- Antigüedades peruanas (con Don Mariano de Rivero, Viena 1851, mit Atlas)
- Die Ketchuasprache (Viena, 1853)
- Reise durch die Andes von Südamerika (Gotha, 1860)
- Die brasilianische Provinz Minas-Geraes {1863)
- Reisen durch Südamerika (Leipzig, 1866-69)
- Ollanta, ein altperuanisches Drama, aus der Kechuasprache übersetzt und kommentiert (1875)
- Organismus der Khetsuasprache (Leipzig, 1884)